# Institut Gamaleia de Recerca en Epidemiologia i Microbiologia
L'Institut Gamaleia de Recerca en Epidemiologia i Microbiologia (en rus: Национальный исследовательский центр эпидемиологии и микробиологии имени почётного академика Н. Ф. Гамалеи, romanitzat: Natsional’nyy isslyedovatyel’skiy tsentr epidyemiologii i mikrobiologii imyeni pochetnogo akadyemika N. F. Gamalyei), anteriorment conegut com el NF El Centre Federal N. F. Gamaleia de Recerca en Epidemiologia i Microbiologia (i també conegut com l'Institut Gamaleia de Recerca Científica o Centre Nacional de Recerca en Epidemiologia i Microbiologia) és un institut d'investigació mèdica rus amb seu a Moscou. A partir del 2020 opera sota la competència del Ministeri de Salut de la Federació Russa. L'institut, fundat el 1891 per Filipp Markovich Blyumental, ha commemorat en el seu nom (des de 1949) el destacat científic ucraïnès, rus i soviètic Nikolai Fiódorovitx Gamaleia (1859-1949), famós com a pioner en microbiologia i en investigació de vacunes. Actualment, l'institut desenvolupa una vacuna contra el SARS-CoV-2 en col·laboració amb el 48è Institut Central d'Investigació del Ministeri de Defensa i l'Institut Vector del Rospotrebnadzor per tal de frenar la pandèmia COVID-19.